# 托普賽爾鎮區 (北卡羅萊納州彭德縣)
托普賽爾鎮區（英語：Topsail Township）是位於美國北卡羅萊納州彭德縣的一個鎮區。

## 地方資料
托普賽爾鎮區的面積為408.70平方千米，皆為陸地。根據2020年美國人口普查的數據，當地共有人口30544人，而人口密度為每平方千米74.73人。